# Улица Бориса Пастернака (Москва)
У́лица Бори́са Пастерна́ка — улица в микрорайоне «Переделкино Ближнее» поселения Внуковское Новомосковского административного округа города Москвы; с декабря 2012 года.

## Расположение, застройка
Улица будет иметь форму окружности вокруг Алёшинского пруда; пересекает втекающую и вытекающую реку Алёшинку. В настоящее время (январь 2017) построена только юго-восточная дуга.
Улица Бориса Пастернака имеет перекрёстки с улицами Булата Окуджавы, Корнея Чуковского и Самуила Маршака. Между девятым и одиннадцатым домом улицы Бориса Пастернака проходит безымянный проезд, соединяющий микрорайон с улицей Федосьино (относится к району Ново-Переделкино ЗАО). В настоящее время (февраль 2016) это единственный въезд и выезд из микрорайона.
Застройка имеется лишь на левой (нечётной) стороне улицы.

## Транспорт
По улице с 24 сентября 2016 года запущено движение общественного транспорта. Автобусный маршрут № 507 (до 12 августа 2017 года носил номер 707к) продлён от к/ст Улица Федосьино до микрорайона Переделкино Ближнее. На маршруте есть остановка «Улица Бориса Пастернака, 15». В километре от пересечения с улицей Корнея Чуковского на последней располагается станция метро «Рассказовка» Солнцевской линии Московского метрополитена. В пешей доступности от улицы Бориса Пастернака располагается платформа Мичуринец Киевской железной дороги.

## Происхождение названия
Улица названа в честь русского писателя и поэта Бориса Леонидовича Пастернака (1890—1960). В расположенном недалеко посёлке писателей Переделкино есть Дом-музей Бориса Пастернака.